# 요코타정
요코타정(横田町)은 시마네현 이즈모지방에 위치했고 니타군에 속했다.
요코타정은 구시나타 공주인 니타군 요코타촌에 있던 이나다에서 유래되었다.

## 역사
- 1889년 4월 1일 - 정촌제 시행과 함께 합병전의 정역인 요코타촌이 성립하였다.
- 1941년 7월 1일 - 정으로 승격해 요코타정이 되었다.
- 1957년 9월 20일 - 3개촌과 합병해 아야카미정이 성립하였다. 동일 요코타정 (제1차)은 폐지되었다.
- 1958년 11월 1일 - 아야카미정이 다시 요코타정으로 개칭되었다.
- 2005년 3월 31일 - 니타정과 합병해 오쿠이즈모정이 성립하였다. 동일 요코타정은 폐지되었다.

## 교통

### 철도
- 서일본 여객철도 기스키 선

### 도로
- 국도 제314호선 (일본)(일본어판)